# Kalb Loze
Kalb Loze (také psáno Qalb Loze, Qalb Lawzah nebo Qalb Lozeh) je drúzská vesnice v severozápadní Sýrii, administrativně součást provincie Idlib, ležící asi 35 km západně od Aleppa. Nachází se nedaleko hranic s Tureckem v pohoří A'la. Patří k oblasti známé jako Zaniklá sídla a je známá pro významnou baziliku z 5. století a další ruiny z byzantské éry. Podle syrského statistického úřadu měl Kalb Loze v roce 2004 při sčítání lidu 1290 obyvatel. Jméno Kalb Loze se překládá jako „srdce mandle“.

## Popis
Kalb Loze leží v nadmořské výšce 670 metrů na náhorní plošině A'la, několik kilometrů od tureckých hranic. Oblast je ekologicky zranitelná dezertifikací. V údolí pod vesnicí rostou olivovníky, pěstují se nenáročné polní plodiny a chovají se ovce. Většina obyvatel pracuje v zemědělství a pěstuje tabák a olivy. Tabák využívá místní cigaretový průmysl.
V polovině 60. let 20. století žilo v Kalb Loze asi 150 lidí, roku 2004 jich tu žilo 1290. Obyvatelé jsou Drúzové, a ti obývají dalších 13 vesnic v okolí. Obyvatelé vesnice jsou známí svou světlou pletí a světlými vlasy. 10. června 2015 zde bylo frontou an-Nusrá zmasakrováno 20 Drúzů.

## Bazilika
Kostel v Kalb Loze vznikl roku 460 a je jedním z nejlépe zachovaných kostelů z tohoto období v regionu. Je to nejstarší známá bazilika se širokými oblouky v Sýrii, v níž sloupy, které v tradiční byzantské církevní architektuře oddělují vedlejší lodě od hlavní lodi, byly nahrazeny nízkými pilíři nesoucími oblouky, které dávají pocit rozšířeného prostoru. Bazilika je architektonickým stylem a řemeslným zpracováním nápadně podobná velkým předislámským syrským kostelům obcí Turmanin, Androns, Ruweha a Karatina, které byly možná postaveny stejnou stavební hutí.

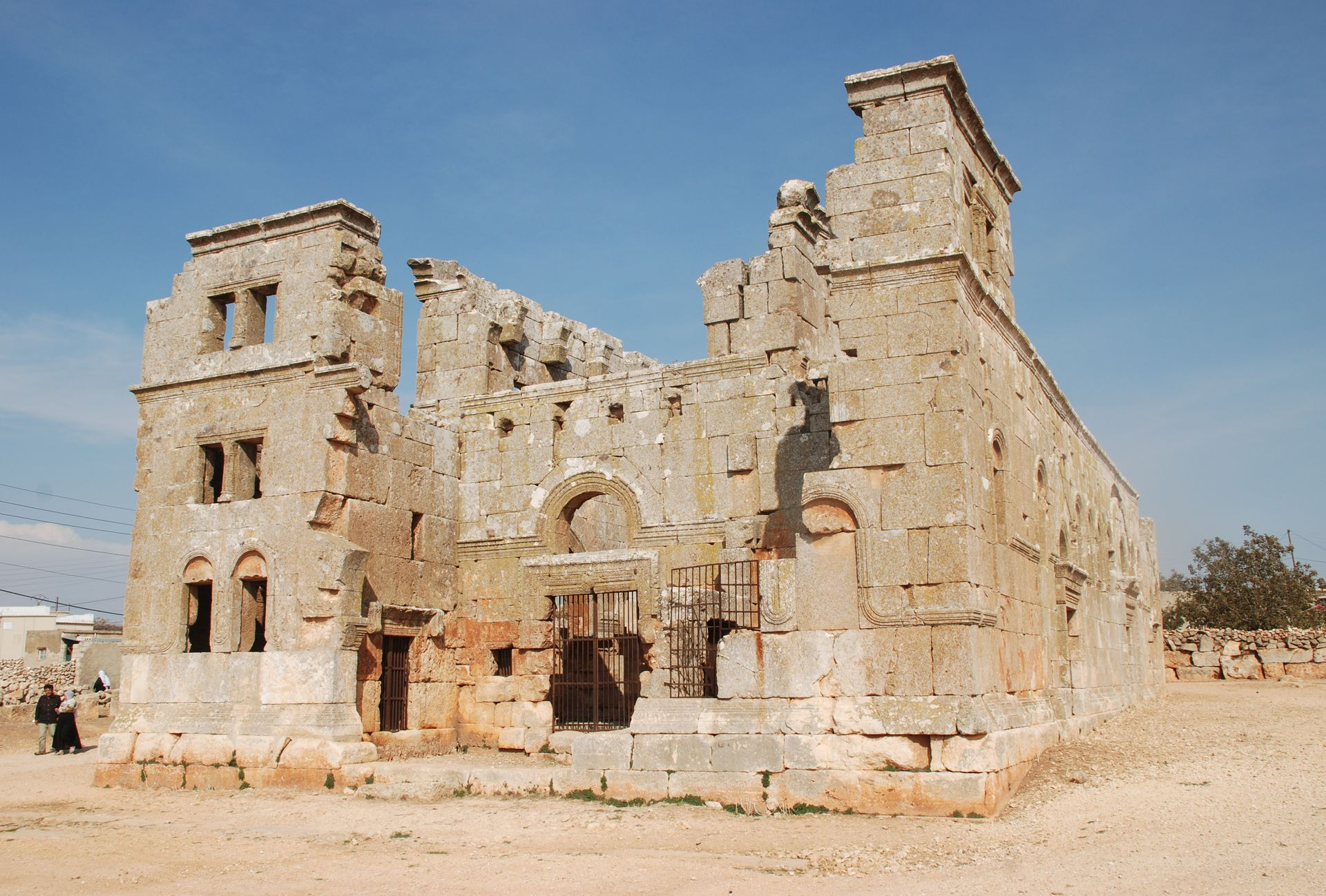
Západní fasáda baziliky

Gertrude Bellová, neohrožená blízkovýchodní diplomatka, průzkumnice a archeoložka, popsala tento kostel jako „...začátek nové kapitoly v architektuře světa. Jemná a jednoduchá krása románského jazyka se zrodila v severní Sýrii.“ Od návštěvy Gertrude Bellové na počátku 20. století se město rozrostlo a kostel je nyní obklopen moderními domy.
Místo bylo v roce 2011 zapsáno na seznam světového dědictví UNESCO jako součást položky Zaniklá sídla v severní Sýrii.